# Best in the World 2011
Best in the World 2011 foi um pay-per-view de wrestling profissional da empresa Ring of Honor (ROH), realizado no dia em 26 de junho de 2011. Foi um show que começou as 16:00 e marcou o retorno da ROH para o Hammerstein Ballroom, pela primeira vez desde 2009. Foi o oitavo evento ROH a ser mostrado ao vivo na internet via pay-per-view e também o segundo Best in The World,sendo o primeiro realizado em 2006.
Todos os três campeonatos da Ring of Honor foram disputados durante a noite,assim como uma serie de outras lutas.O ROH World Championship foi disputado em uma Singles Match entre os parceiros de Tag-Team Eddie Edwards e Davey Richards. Enquanto isso, o ROH World Tag Team Championship foi defendido pelos atuais campeões Wrestling's Greatest Tag Team contra outras três equipes em uma elimination match. Houve o restabelecimento do ROH World Television Championship, agora que a promoção tem um contrato de televisão, mais uma vez; Christopher Daniels defendeu o título contra o El Generico.

## Produção
No Itu Mattios em março, foi anunciado que a Ring of Honor estaria retornando a Nova York em junho, na Hammerstein Ballroom, que possui um rico legado lutas. Em 2 de Maio, foi confirmado que o show seria transmitido ao vivo pela internet via pay-per-view (PPV),sendo o oitavo evento a ser mostrado como parte da parceria com a ROH GoFightLive.tv

## Resultados
| #                                          | Lutas | Estipuações                                                              | Tempo |
| ------------------------------------------ | --- | ------------------------------------------------------------------------ | ----- |
| Dark                                       | Generation Me (Jeremy Buck e Max Buck) derrotaram Adam Cole e Kyle O'Reilly por desqualificação | Tag Team match                                                           | 7:13  |
| 1                                          | Tommaso Ciampa (com The Embassy) derrotou Colt Cabana. | Singles match                                                            | 6:59  |
| 2                                          | Jay Lethal derrotou Mike Bennett (com Brutal Bob) | Singles match                                                            | 9:43  |
| 3                                          | Homicide derrotou Rhino (com The Embassy) | No Holds Barred match                                                    | 10:16 |
| 4                                          | Michael Elgin (com Truth Martini) derrotou Steve Corino (com Jimmy Jacobs) | Singles match                                                            | 8:29  |
| 5                                          | El Generico derrotou Christopher Daniels (c) (com Truth Martini) | Singles match pelo ROH World Television Championship                     | 19:30 |
| 6                                          | Wrestling's Greatest Tag Team (Charlie Haas e Shelton Benjamin) (c) derrotaram Briscoe Brothers (Jay e Mark), The All Night Express (Rhett Titus e Kenny King) e os Kings of Wrestling (Chris Hero e Claudio Castagnoli) | Four-Way Elimination Tag Team match pelo ROH World Tag Team Championship | 40:09 |
| 7                                          | Davey Richards derrotou Eddie Edwards (c) | Singles match pelo ROH World Championship                                | 36:01 |
| (c) – referes-se ao campeão(ões) das lutas | |                                                                          |       |